# Net send
 (septembre 2020).
Sa qualité peut être largement améliorée en utilisant un vocabulaire plus directement compréhensible.
 (septembre 2020).
Si vous disposez d'ouvrages ou d'articles de référence ou si vous connaissez des sites web de qualité traitant du thème abordé ici, merci de compléter l'article en donnant les références utiles à sa vérifiabilité et en les liant à la section « Notes et références ».
La commande Windows net send permet d'envoyer des messages de service sur les postes du réseau local ayant activé leur affichage. Cette commande est disponible sous les versions Windows antérieures à Vista.
Depuis Windows Vista ce service est supprimé. il est remplacé par msg et uniquement sur les versions entreprise.

## Exemples
Pour activer automatiquement l'affichage des messages de service, il faut se rendre dans la console MMC des services en exécutant : services.msc ; en double-cliquant sur Affichage des messages, rester dans l'onglet Général et choisir le type de démarrage Automatique, puis appliquer les modifications avant de démarrer le service. Cette manipulation permet également d'envoyer les messages sans devoir démarrer la commande net avec net start entre chaque message.
Pour envoyer un message après avoir démarré le service, interpréter la commande :
```
net send adresse_IP_(ou Nom_de_la_machine)_du_destinataire message à envoyer

```

Pour envoyer un message entre guillemets à toutes les machines ayant démarré le service, interpréter la commande :
```
net send * \
"message à envoyer\"

```

Les guillemets n'apparaitront pas s'ils ne sont pas précédés d'antislash.